# Campeonato Mancomunado Centro 1939
El Campeonato Mancomunado Centro de 1939 fue una competición futbolística, disputada en entre octubre y noviembre de  1939, organizada por las federaciones de fútbol que integraban la zona centro, que era una de las divisiones territoriales de la Real Federación Española de Fútbol.
Este torneo en forma de liguilla de todos contra todos, estaba incluido dentro del Campeonato Regional Centro, al igual que otros campeonatos mancomunados disputados con anterioridad (Centro-Aragón, Centro-Sur y Castilla-Aragón).    
Los partidos se jugaron en menos de dos meses, entre el 1 de octubre y el 19 de noviembre de 1939, un total de 30 encuentros.
En el campeonato participaron 6 equipos de las federaciones madrileña y castellano-leonesa, debido a que durante la Guerra Civil, al no disputarse ningún torneo en la región centro, los equipos procedentes de la Federación Andaluza abandonaron el torneo para rehacer el Campeonato Regional Sur, ya que la guerra había cesado en parte de Andalucía.  
Los equipos que disputaron esta edición fueron; Real Madrid CF, Atlético Aviación de Madrid, AD Ferroviaria, UD Salamanca, Imperio FC y Valladolid CD, siendo un campeonato muy disputado hasta el final, quedando campeón el Atlético Aviación con los mismos puntos que el Real Madrid pero con mejor diferencia de goles.
Fue el último campeonato en formato de liga, disputado en la zona regional del centro, debido a la supresión de todos los campeonatos regionales nacionales por el afianzamiento del Campeonato Nacional de Liga y sus divisiones inferiores, como modelo de torneo de fútbol en España tras la reestructuración llevada a cabo por el nuevo régimen político.

## Encuentros disputados
| Fecha      | Local             | Visitante         | Marcador |
| ---------- | ----------------- | ----------------- | -------- |
| 01-10-1939 | Valladolid CD     | Real Madrid FC    | 1-2      |
| 04-10-1939 | Real Madrid FC    | Imperio FC        | 2-0      |
| 06-10-1939 | AD Ferroviaria    | Athletic Aviación | 2-1      |
| 07-10-1939 | AD Ferroviaria    | Valladolid CD     | 1-1      |
| 12-10-1939 | AD Ferroviaria    | Imperio FC        | 2-0      |
| 12-10-1939 | Valladolid CD     | Athletic Aviación | 0-3      |
| 12-10-1939 | UD Salamanca      | Real Madrid FC    | 0-4      |
| 14-10-1939 | AD Ferroviaria    | Real Madrid FC    | 2-2      |
| 15-10-1939 | UD Salamanca      | Valladolid CD     | 1-0      |
| 15-10-1939 | Athletic Aviación | Imperio FC        | 1-1      |
| 18-10-1939 | Imperio FC        | UD Salamanca      | 1-1      |
| 22-10-1939 | Real Madrid FC    | Athletic Aviación | 2-1      |
| 22-10-1939 | AD Ferroviaria    | UD Salamanca      | 3-3      |
| 22-10-1939 | Valladolid CD     | Imperio FC        | 1-1      |
| 25-10-1939 | Athletic Aviación | UD Salamanca      | 3-0      |

| Fecha      | Local             | Visitante         | Marcador |
| ---------- | ----------------- | ----------------- | -------- |
| 28-10-1939 | Athletic Aviación | AD Ferroviaria    | 4-0      |
| 29-10-1939 | Real Madrid FC    | Valladolid CD     | 3-0      |
| 29-10-1939 | UD Salamanca      | Imperio FC        | 2-1      |
| 01-11-1939 | Imperio FC        | Real Madrid FC    | 1-2      |
| 01-11-1939 | UD Salamanca      | Athletic Aviación | 1-3      |
| 01-11-1939 | Valladolid CD     | AD Ferroviaria    | 0-3      |
| 04-11-1939 | Real Madrid FC    | UD Salamanca      | 3-2      |
| 05-11-1939 | Imperio FC        | AD Ferroviaria    | 0-4      |
| 05-11-1939 | Athletic Aviación | Valladolid CD     | 8-0      |
| 11-11-1939 | Imperio FC        | Athletic Aviación | 2-3      |
| 12-11-1939 | Real Madrid FC    | AD Ferroviaria    | 1-2      |
| 12-11-1939 | Valladolid CD     | UD Salamanca      | 2-0      |
| 18-11-1939 | Imperio FC        | Valladolid CD     | 2-1      |
| 19-11-1939 | Athletic Aviación | Real Madrid FC    | 3-0      |
| 19-11-1939 | UD Salamanca      | AD Ferroviaria    | 3-0      |

## Tablas de clasificación
|    | Equipo             | Puntos | Jug. | Gan. | Emp. | Per. | G.F. | G.C. |
| -- | ------------------ | ------ | ---- | ---- | ---- | ---- | ---- | ---- |
| 1º | Atlhletic-Aviación | 15     | 10   | 7    | 1    | 2    | 30   | 8    |
| 2º | Real Madrid F. C.  | 15     | 10   | 7    | 1    | 2    | 21   | 12   |
| 3º | A. D. Ferroviaria  | 13     | 10   | 5    | 3    | 2    | 19   | 15   |
| 4º | U. D. Salamanca    | 8      | 10   | 3    | 2    | 5    | 13   | 20   |
| 5º | Imperio F. C.      | 5      | 10   | 1    | 3    | 6    | 9    | 19   |
| 6º | Valladolid C. D.   | 4      | 10   | 1    | 2    | 7    | 6    | 24   |

|                    | ATM | R M | FER | SAL | IMP | VAL |
| ------------------ | --- | --- | --- | --- | --- | --- |
| Atlhletic-Aviación |     | 3-0 | 4-0 | 3-0 | 1-1 | 8-0 |
| Real Madrid F. C.  | 2-1 |     | 1-2 | 3-2 | 2-0 | 3-0 |
| A. D. Ferroviaria  | 2-1 | 2-2 |     | 3-3 | 2-0 | 1-1 |
| U. D. Salamanca    | 1-3 | 0-4 | 3-0 |     | 2-1 | 1-0 |
| Imperio F. C.      | 2-3 | 1-2 | 0-4 | 1-1 |     | 2-1 |
| Valladolid C. D.   | 0-3 | 1-2 | 0-3 | 2-0 | 1-1 |     |

|                                           |
|                                           |
| Campeón Athletic-Aviación Club 4.º título |

|                   |                   |                   |
| Athletic-Aviación | Real Madrid F. C. | A. D. Ferroviaria |